# نيغريتا أبيض الصدر
النيغريتا أبيض الصدر (الاسم العلمي: Nigrita fusconotus) نوع من الطيور الصغيرة من جنس النيغريتا فصيلة شمعية المنقار.

## أنواع
- نيغريتا (جنس)، (الاسم العلمي: Nigrita)
- نيغريتا كستنائي الصدر، (الاسم العلمي: Nigrita bicolor)
- نيغريتا شاحب الجبهة، (الاسم العلمي: Nigrita luteifrons)
- نيغريتا رمادي الرأس، (الاسم العلمي: Nigrita canicapillus)